# Дмитровская, Екатерина Петровна
Екатерина Петровна Дмитровская — советский хозяйственный и государственный деятель, Герой Социалистического Труда.

## Биография
Родилась в 1906 году в селе Новгородка. Член КПСС.
В 1929—1937 — доярка колхоза имени газеты «Правда».
В 1937—1941 — звеньевая полеводческого звена колхоза имени газеты «Правда» Новгородковского района.
В 1944—1974 — заведующая молочнотоварной фермой колхоза имени Ленина Новгородковского района Кировоградской области Украинской ССР.
Указом Президиума Верховного Совета СССР от 22 марта 1966 года за достигнутые успехи в развитии животноводства, увеличении производства и заготовок мяса, молока, яиц, шерсти и другой продукции присвоено звание Героя Социалистического Труда с вручением ордена Ленина и золотой медали «Серп и Молот».
Делегат XXIII съезда КПСС.
Умерла в 1999 году в посёлке городского типа Новгородка Кировоградской области Украины.

## Награды и звания
- Герой Социалистического Труда (22.03.1966)
- Орден Ленина (22.03.1966)
- Орден Октябрьской Революции (08.04.1971)